# به گل رز خوش آمدید
به گل رز خوش آمدید (به انگلیسی: Welcome to the Roses) فیلمی محصول سال ۲۰۰۳ و به کارگردانی فرانسیس پائولو است. در این فیلم بازیگرانی همچون کارول بوکه، ژان دوژاردن، لورانت دویچ، آندره ویلم، میشل دوشوسوآ، کلمانس پوئزی، یولاند مورو، دومینیک پینان و بئاتریس روزن ایفای نقش کرده‌اند.